# Vindilis
Le Vindilis est un navire roulier construit en 1998 par les Constructions mécaniques de Normandie pour le compte du Conseil général du Morbihan. D'abord armé par la Compagnie morbihanaise de navigation, il est exploité par la Compagnie Océane depuis le 1er janvier 2008 sur la ligne maritime Quiberon - Belle-Île, avec le Bangor.

## Histoire
Dans le milieu des années 1990, la question du remplacement du Guerveur se pose. Ce navire, mis en service en 1966, se révèle ne plus être adapté, de par son incapacité à transporter des poids lourds, mais également à cause de sa faible capacité en voitures qui ne permet plus de répondre aux besoins de l'île. Le Conseil général du Morbihan définit alors les grandes lignes du futur navire. Celui-ci mesurera 48 mètres de long, transportera 462 passagers et 39 véhicules à la vitesse de 12 nœuds.
La commande est signée le 23 décembre 1996 avec le chantier CMN de Cherbourg, et la première tôle est découpée en février de l'année suivante. Le Vindilis est mis à l'eau le 2 mars 1998 et mis en service sur la ligne Quiberon - Belle-Île le 15 avril 1998. Son baptême a lieu dans le port de Palais à Belle-Île le 24 avril 1998. Il remplace alors le Guerveur, qui devient le navire de réserve, tandis que le Jean-Pierre Calloc'h sort de la flotte, avant d'être vendu quelques mois plus tard.
L'arrivée du Vindilis a nécessité quelques adaptations. Ainsi, des travaux d'élargissement de la cale d'embarquement à Quiberon ont été menés en vue de son arrivée.
Le début de son exploitation est marqué par quelques incidents. Ainsi, moins d'un mois après sa mise en service le 8 mai 1998, il heurte la cale à Quiberon. Son hélice bâbord est fortement endommagée, nécessitant son remplacement. Le Vindilis connaît également quelques soucis récurrents sur son appareil propulsif, ainsi que sur ses portes d'embarquement.
En 2002, le slipway de Keroman à Lorient inaugure son élévateur à bateaux. Le carénage annuel du Vindilis est l'occasion de tester les capacités de ce nouvel équipement. Néanmoins, les difficultés posées par les grandes dimensions du navire l'obligeront désormais à effectuer son carénage à Concarneau.
En juin 2006, le Vindilis est rejoint par le Bangor, un autre roulier aux caractéristiques similaires, qui remplace l'Acadie. Ce dernier devient navire de réserve, et Guerveur sort de la flotte.
À l'occasion du changement de délégataire en 2008, le Vindilis reçoit la livrée de son nouvel exploitant. Celle-ci n'est d'ailleurs pas sans rappeler la livrée de la Brittany Ferries.
À la fin de la saison estivale 2023, le Vindilis est mis à l'arrêt le 29 août à cause d'un problème technique. Un retour était espéré pour le 1er septembre. Finalement, le Vindilis devrait retrouver Belle-île que le 22 décembre 2023, soit presque quatre mois d'arrêt pour ce navire vieillissant.
Moins de 15jours après, le Vindilis connaît une nouvelle avarie l’obligeant à rejoindre de nouveau les chantiers Piriou de Concarneau.

## Caractéristiques techniques

### Principales caractéristiques
Les dimensions du Vindilis, qui mesure 48 mètres de long pour 12,50 mètres de large, ont été imposées par la configuration des ports qu'il dessert, qui sont de dimensions modestes. Il a donc fallu trouver un compromis entre capacité et manœuvrabilité.
La propulsion a également été choisie en conséquence. Le Vindilis dispose de deux propulseurs azimutaux Schottel couplés à deux moteurs de 990 kW chacun et d'un propulseur d'étrave destinés à rendre les manœuvres portuaires plus rapides et plus faciles.
Pour améliorer le confort des passagers, le Vindilis est doté d'un système de stabilisation, qui consiste en deux ailerons rétractables d'environ 2 mètres.

### Aménagements
Les traversées vers Belle-Île durant 45 minutes, les aménagements du Vindilis sont relativement simples. Le navire se décompose en deux zones principales, les ponts 1 et 2 destinés à la marchandise et aux véhicules ; les pont 3 et 4 aux passagers et à la conduite du navire.
- Pont 0 (Pont inférieur)

Ce pont contient la propulsion du navire, à savoir la motorisation principale, les générateurs auxiliaires, les locaux destinés au système de propulsion azimutale, le système de stabilisateurs et le local du propulseur d'étrave. On y trouve également le PC machine, un atelier et les locaux de l'équipage.
Ce pont contient également les capacités du navire (eau douce, carburant, ballasts).
- Pont 1 (Pont principal)

Ce pont est principalement occupé par le garage. Il peut contenir jusqu'à 27 véhicules, et le car-deck, situé dans la partie arrière, peut contenir jusqu'à 12 voitures supplémentaires. Sur les côtés sont disposés différents locaux techniques. La partie plus à l'avant du garage sert à entreposer des marchandises en vrac (palettes, sacs, etc.). On y trouve également le puits aux chaînes.
L'accès aux véhicules se fait par le moyen de deux tabliers articulés, situés de chaque côté à l'avant. Ceux-ci permettent de s'adapter aux cales dans toutes les conditions. L'embarquement des passagers s'effectue sur tribord avant à l'aide d'une coupée.
- Pont 2 (Pont galerie)

Ce pont est également occupé en grande partie par le garage. Le car-deck, en position haute, se situe à hauteur du pont galerie.
Deux coursives latérales longent le garage, et servent de poste d'amarrage à l'arrière.
Sur l'avant on trouve une infirmerie, des locaux techniques ainsi que le gaillard.
- Pont 3 (Pont supérieur)

Ce pont est réservé aux passagers. L'accès se fait depuis les ponts 1 et 2 directement depuis la coupée, où depuis un ascenseur pour les personnes à mobilité réduite. Une partie du pont se compose d'un salon fermé, où peuvent prendre place 136 personnes assises. On trouve ensuite un pont extérieur couvert, où peuvent prendre place 90 personnes assises. Enfin, un pont extérieur où peuvent prendre place 72 personnes assises. Un pont extérieur se trouve également à l'avant, celui-ci permet les hélitreuillages.
- Pont 4 (Pont passerelle)

Ce pont accueille la passerelle, ainsi que des locaux pour l'équipage. Derrière, se situe un pont extérieur où peuvent prendre place 64 personnes assises.